# Marguerite Burnat-Provins
Marguerite Burnat-Provins (Arras, 26 juni 1872 - Grasse, 20 november 1952) was een Frans-Zwitserse kunstschilderes en schrijfster.

## Biografie
Marguerite Burnat-Provins was een dochter van Arthur Provins, die advocaat en stafhouder was, en van Marie Victoor, die afstamde van een familie van Vlaamse schilders. Ze was tweemaal gehuwd, een eerste maal met Adolphe Burnat en een tweede maal met Paul de Kalbermatten, een ingenieur uit Sion.
Van 1891 tot 1896 studeerde Burnat-Provins in Parijs tekenkunst en kunstgeschiedenis. Van 1898 tot 1907 vervolgens bezocht ze regelmatig de schilders aan de school van Savièse. Ze maakte diverse schilderijen die dicht bij die van Ernest Biéler lagen. Daarnaast schreef ze zes boeken, waaronder Petits tableaux valaisans uit 1903 en Le Livre pour toi uit 1907. In 1910 verliet ze Zwitserland en reisde ze naar Egypte en Marokko. Vanaf de jaren 1930 woonde ze in Grasse, waar ze bleef schrijven en schilderen.

## Trivia
- Haar kunstwerken zijn te bewonderen in het Musée cantonal des beaux-arts in Sion en de Collection de l'art brut in Lausanne.

## Werken
- (fr)  Petits tableaux valaisans, 1903.
- (fr)  Le Livre pour toi, 1907.